# فهرست میراث جهانی در ازبکستان
این مقاله دربرگیرنده فهرست میراث جهانی در ازبکستان است. بر پایه توضیحات کنوانسیون میراث جهانی یونسکو که در سال ۱۹۷۲ تأسیس شد، میراث جهانی به مکان‌هایی گفته می‌شود که یونسکو آنها را به دلیل اهمیت فرهنگی یا طبیعی به ثبت جهانی می‌رساند. میراث فرهنگی شامل بناهای تاریخی (مانند آثار معماری، مجسمه‌های یادبود یا کتیبه‌ها)، گروه‌هایی از ساختمان‌ها و محوطه‌ها (از جمله محوطه‌های باستان‌شناسی) است. میراث طبیعی شامل پدیده‌های طبیعی (شامل ساختارهای طبیعی و زیست‌شناختی)، سازندهای زمین‌شناسی و جغرافیای طبیعی (از جمله زیستگاه گونه‌های جانوری و گیاهی در معرض خطر) و آن دسته از مکان‌های طبیعی است که از نظر علمی، حفاظتی یا زیبایی طبیعی دارای اهمیت هستند. ازبکستان در ۱۳ ژانویه ۱۹۹۳ کنوانسیون میراث جهانی یونسکو را پذیرفت.
تا سال ۲۰۲۳، هفت مکان در ازبکستان شامل پنج مکان فرهنگی و دو مکان طبیعی در فهرست میراث جهانی ثبت شده‌اند. ازبکستان علاوه بر مکان‌های ثبت‌شده، ۳۵ اثر دیگر را نیز در فهرست آزمایشی میراث جهانی قرار داده است.

## میراث جهانی
سایت‌ها با ده معیار فهرست می‌شوند. هر ورودی باید دست‌کم یکی از معیارها را داشته باشد.
| # | نگاره | نام                                  | موقعیت                                                                                    | سال ثبت | ش ثبتمعیارها     | مساحت (هکتار) | شرح | م      |
| ۱ |       | ایچان‌قلعه (خیوه)                     | ولایت خوارزم۴۱°۲۰′ شمالی ۶۱°۰′ شرقی / ۴۱٫۳۳۳°شمالی ۶۱٫۰۰۰°شرقی                            | ۱۹۹۰    | ۵۴۳(iii)(iv)(v)  | ۳۷٫۵          | ایچان‌قلعه شهر داخلی (محافظت‌شده توسط دیوارهای آجری به ارتفاع ۱۰ متر) واحه قدیمی خیوه است که آخرین استراحتگاه کاروان‌ها پیش از عبور از بیابان به سمت ایران بوده است. اگرچه آثار بسیار قدیمی کمی هنوز باقی مانده است، اما ایچان‌قلعه نمونه‌ای منسجم و به‌خوبی حفظ‌شده از معماری آسیای مرکزی دوره اسلامی است. چندین بنای برجسته مانند مسجد جامع، مقبره‌ها و مدارس و دو قصر باشکوه که در آغاز سده نوزدهم توسط الله‌قلی بهادر خان ساخته شده، در این مجموعه وجود دارد. | [ ۵ ]  |
| ۲ |       | مرکز تاریخی بخارا                    | ولایت بخارا۴۰°۱۰′ شمالی ۶۳°۴۰′ شرقی / ۴۰٫۱۶۷°شمالی ۶۳٫۶۶۷°شرقی                            | ۱۹۹۳    | ۶۰۲(ii)(iv)(vi)  | ۲۱۶           | بخارا که در مسیر جاده ابریشم قرار دارد، بیش از ۲۰۰۰ سال قدمت دارد. این شهر کامل‌ترین نمونه از یک شهر قرون وسطایی در آسیای مرکزی است، با بافت شهری که تا حد زیادی دست‌نخورده باقی مانده است. بناهای یادبود مورد توجه خاص عبارتند از: مقبره معروف اسماعیل سامانی، شاهکار معماری اسلامی سده دهم میلادی و تعداد زیادی از مدارس مربوط به سده هفدهم. | [ ۶ ]  |
| ۳ |       | مرکز تاریخی شهر سبز                  | ولایت قشقه‌دریا۳۸°۵۰′ شمالی ۶۶°۵۰′ شرقی / ۳۸٫۸۳۳°شمالی ۶۶٫۸۳۳°شرقی                         | ۲۰۰۰    | ۸۸۵(iii)(iv)     | ۲۴۰           | مرکز تاریخی شهر سبز مجموعه‌ای از آثار استثنایی و محله‌های باستانی را در خود جای داده است که گواه توسعه سکولار شهر و به‌ویژه در دوره اوج آن، تحت حکومت امیر تیمور و تیموریان، در سده‌های ۱۵ و ۱۶ میلادی است. | [ ۷ ]  |
| ۴ |       | سمرقند، چهارراه فرهنگ‌ها              | ولایت سمرقند۳۹°۵۰′ شمالی ۶۶°۱۵′ شرقی / ۳۹٫۸۳۳°شمالی ۶۶٫۲۵۰°شرقی                           | ۲۰۰۱    | ۶۰۳(i)(ii)(iv)   | ۱۱۲۳          | شهر تاریخی سمرقند محل تلاقی فرهنگ‌های جهان است. این شهر در سده هفتم پیش از میلاد تأسیس شد. سمرقند به‌عنوان افراسیاب باستان، مهم‌ترین پیشرفت خود را در دوره تیموری از سده چهاردهم تا پانزدهم میلادی داشته است. بناهای تاریخی مهم شامل مسجد و مدارس ریگستان، مسجد بی‌بی خانم، محوطه آرامگاه شاه زنده و مجموعه گور امیر و همچنین رصدخانه الغ‌بیگ است. | [ ۸ ]  |
| ۵ |       | تیان شان غربی                        | ولایت تاشکند۴۱°۱۰′ شمالی ۶۹°۴۵′ شرقی / ۴۱٫۱۶۷°شمالی ۶۹٫۷۵۰°شرقی                           | ۲۰۱۶    | ۱۴۹۰(x)          | ۳۵۷۲۴         | این اثر ثبت‌شده فراملی در سامانه کوهستانی تیان شان، یکی از بزرگ‌ترین رشته‌کوه‌های جهان قرار دارد. تیان شان غربی از ۷۰۰ تا ۴۵۰۳ متر ارتفاع دارد و دارای مناظر متنوعی است که تنوع زیستی فوق‌العاده غنی دارد. این منطقه به عنوان مرکز زیستگاه تعدادی از محصولات زراعی میوه‌ای از اهمیت جهانی برخوردار است و زیستگاه گونه‌های زیادی از انواع جنگل‌ها و جوامع گیاهی منحصر به فرد است. | [ ۹ ]  |
| ۶ |       | جاده‌های ابریشم: دالان زرافشان-قره‌قوم | ولایت سمرقند، ولایت نوایی، ولایت بخارا۳۹°۴۶′ شمالی ۶۴°۲۰′ شرقی / ۳۹٫۷۶۷°شمالی ۶۴٫۳۳۳°شرقی | ۲۰۲۳    | ۱۶۷۵(ii)(iii)(v) | ۳۷۱           | کریدور زرافشان-قره‌قوم بخش کلیدی جاده ابریشم در آسیای مرکزی است که کریدورهای دیگر را از همه جهت به هم متصل می‌کند. این کریدور ۸۶۶ کیلومتری که در میان کوه‌های ناهموار، دره‌های رودخانه‌های حاصلخیز و بیابان‌های غیرقابل سکونت قرار دارد، از شرق به غرب در امتداد رودخانه زرافشان و در جنوب غربی به دنبال جاده‌های باستانی کاروانی که از صحرای قراقوم به واحه مرو می‌گذرند، امتداد دارد. با هدایت بخش عمده ای از مبادلات شرق به غرب در امتداد جاده‌های ابریشم از قرن دوم قبل از میلاد تا قرن شانزدهم پس از میلاد، مقدار زیادی کالا در امتداد این دالان مبادله می‌شد. مردم به اینجا سفر کردند، ساکن شدند، فتح کردند، یا شکست خوردند و آن را به محل آمیختن قومیت‌ها، فرهنگ‌ها، مذاهب، علوم و فنون تبدیل کردند. | [ ۱۰ ] |
| ۷ |       | بیابان‌های سرد زمستانی توران          | جمهوری قره‌قالپاقستان۴۵°۰۹′ شمالی ۵۷°۴۳′ شرقی / ۴۵٫۱۵۰°شمالی ۵۷٫۷۱۷°شرقی                   | ۲۰۲۳    | ۱۶۹۳(ix)(x)      | ۲۰۷۵۴۴۳       | این اثر فراملی شامل چهارده بخش است که در سراسر مناطق خشک منطقه معتدل آسیای مرکزی بین دریای خزر و کوه‌های مرتفع تورانی یافت می‌شود. این منطقه در معرض شرایط آب و هوایی شدید با زمستان‌های بسیار سرد و تابستان‌های گرم است و دارای گیاهان و جانوران بسیار متنوعی است که با شرایط سخت سازگار شده‌اند. این اثر ثبت‌شده همچنین نشان‌دهنده تنوع قابل توجهی از اکوسیستم‌های بیابانی است که مسافتی بیش از ۱۵۰۰ کیلومتر از شرق به غرب را در بر می‌گیرد. هر یک از اجزای سازنده این اکوسیستم، اجزای دیگر را از نظر تنوع زیستی، انواع بیابان و فرایندهای بوم‌شناختی تکمیل می‌کند. | [ ۱۱ ] |

## فهرست آزمایشی
علاوه بر مکان‌هایی که در فهرست میراث جهانی ثبت شده‌اند، کشورهای عضو می‌توانند فهرستی از مکان‌های آزمایشی که ممکن است برای نامزدی در نظر بگیرند را داشته باشند. نامزدی برای فهرست میراث جهانی تنها در صورتی پذیرفته می‌شود که سایت قبلاً در فهرست آزمایشی ثبت شده باشد.
ازبکستان ۳۲ مکان را در فهرست پیشنهادی خود گنجانده است.
| #  | نگاره | نام                               | موقعیت                        | سال ثبت | ش ثبتمعیارها                    | شرح | م      |
| ۱  |       | آرامگاه شیخ مختار ولی             | ولایت خوارزم                  | ۱۹۹۶    | ۷۹۸(i)(ii)(iii)                 | آرامگاه شیخ مختار ولی در ۵ کیلومتری جنوب غربی شهر ینگی اریق در ولایت خوارزم واقع شده است. این بنا در سده شانزدهم میلادی بر فراز قبر شیخ مختار ولی (درگذشته ۱۲۸۷ میلادی) ساخته شد. این آرامگاه دارای شکلی طولی است و یکی از قدیمی‌ترین نمونه‌های این‌گونه بناها به‌شمار می‌آید. ترکیب این بنای چندگنبدی و چندبخشی بر محور طولانی از شرق به غرب بنا شده است. طرح این بنا فاقد شکل هندسی مشخص است و با افزودنی‌های مختلف پیچیده شده، اما با این وجود، به صورت یک ساختار یکپارچه درک می‌شود. نماهای بنا با آجرهای پخته تزئین شده و تمام فضاهای داخلی با گچ‌کاری پوشیده شده‌اند. سنگ قبر از آجرهای پخته ساخته شده و در پایه آن پلکانی قرار دارد. حکاکی‌های انجام‌شده بر روی سه در چوبی، این درها را متمایز و منحصر به‌فرد کرده است. | [ ۱۴ ] |
| ۲  |       | سد خان‌بندی                        | ولایت جیزک                    | ۱۹۹۶    | ۸۰۹(i)(ii)(iii)                 | سد خان‌بندی در شهرستان فاریش ولایت جیزک و در حوضه رود زرافشان واقع شده است. در منطقه سمرقند، ۸ کانال با ۶۸۰ سد در سده‌های ده تا سیزده مبلادی ساخته شد که تنها ۴ سد از آن‌ها حفظ شده است. سد خان‌بندی در اوسالن در دره پاتتاگا ساخته شده است. طول بالایی آن ۵۷٫۷۵ متر، طول پایینی آن ۲۴٫۳۵ متر و ارتفاع آن ۱۵٫۲۵ متر است. این سد از لوح‌های گرانیتی بریده‌شده ساخته شده است. ۹ حفره مخروطی‌شکل که در ارتفاعات مختلف ساخته شده‌اند، جریان آب را تنظیم می‌کنند. پی سد ۴ برابر ضخیم‌تر از بخش بالایی آن است. طول مخزنی که ایجاد شده ۱٫۵ کیلومتر است و عرض آن نزدیک سد ۵۲ متر و نزدیک دره ۲۰۰ متر است. | [ ۱۵ ] |
| ۳  |       | آق‌آستانه بابا                     | ولایت سرخان‌دریا               | ۱۹۹۶    | ۸۱۰(i)(ii)(iii)                 | مقبره آق‌آستانه بابا در محدوده یک گورستان بزرگ و باستانی قرار دارد. این مقبره دارای ترکیب مرکزی است، به صورت مربعی در نقشه طراحی شده و به تمام جهات دنیا جهت‌گیری دارد. ساختار مکعبی آن با برج‌های گلدسته احاطه شده و با گنبدی کروی-مخروطی متناسب تاج‌گذاری شده است. سقف گنبد با هشت‌وجهی تزئین شده است که با طاق‌ها مزین شده است. دیوارهای داخلی دارای حفره‌های لنستی نسبتاً عمیق با دو ستون دوازده وجهی هستند که دو ستون دوازده‌ضلعی دارند. اتاق با سنگ قبر آق‌آستانه بابا از طریق سوراخی در سقف طاق ورودی روشن می‌شود. نماها با آجرکاری تزئینی با درزهای عمودی وسیع تزئین شده‌اند. ردیف بالایی آجرکاری شیب‌دار است. حلقه اول و دو ردیف آجرکاری از آجرهای بزرگ ساخته شده است. | [ ۱۶ ] |
| ۴  |       | قنقا                              | ولایت تاشکند                  | ۲۰۰۸    | ۵۲۸۶(ii)(iii)(iv)(vi)           | سکونتگاه باستانی قنقا از نظر تقسیمات سرزمینی و اداری در ۸۰ کیلومتری جنوب‌شرقی تاشکند، در حاشیه جنوب‌شرقی سکونتگاه التامگالی قرار دارد. این مکان یکی از مراکز بزرگ و باستانی شهرهای واحه تاشکند است. قنقا اولین پایتخت دولت چچ و املاک کوچک کنگوی بود. دیوارهای دژ عظیم با برج‌هایی که بیش از ۱۶۰ هکتار را احاطه کرده‌اند، در اطراف این منطقه قرار دارند. در داخل این مکان سه شهر وجود دارند که هر یک با حصار، پرده‌ها و خندق‌های خود به‌طور جداگانه تقسیم شده‌اند. در داخل شهر کوچک، که طرحی متداول از دوران باستان دارد، یک پل معلق دیگر نیز به آن متصل بوده است. در قسمت شمال‌شرقی آن ساختار برجسته‌ای از شهر-دژ-قوس با ارتفاع بیش از ۴۰ متر قرار دارد که شامل کاخ حاکم، برج‌های مسکونی و معبد خانه است. مساحت کل آن ۲۲۰ هکتار است. قنقا به سه بخش تقسیم می‌شود: دژ، شارستان (منطقه شهری) و رباط (حاشیه تجاری و بازرگانی). | [ ۱۷ ] |
| ۵  |       | شاهرخیه                           | ولایت تاشکند                  | ۲۰۰۸    | ۵۲۸۷(ii)(iii)(iv)(vi)           | سکونتگاه باستانی شاهرخیه در ۸۸ کیلومتری جنوب‌غربی تاشکند، در ساحل راست رود سیردریا قرار دارد. این مکان اولین شهر بزرگ واحه تاشکند بود و در مسیر جاده ابریشم بزرگ از طریق یَکسَرت (سیردریا) واقع شده است. در منابع شرقی، این مکان به نام بناکت مشهور بود و بخشی از مسیر جاده ابریشم به نام آن شناخته می‌شد. شاهرخیه از دژ، دو منطقه شهری و حومه وسیع تجاری-صنعتی (رباط) تشکیل شده بود و مساحت کل آن ۴۰۰ هکتار است. دیوارهای قلعه با برج‌هایی که دژ، شارستان و رباط را احاطه کرده بودند، به خوبی حفظ شده‌اند و ساخت آنها توسط امیر تیمور در سال ۱۳۹۲ میلادی صورت گرفته است. تحقیقات باستان‌شناسی شامل ساختارهای دفاعی، کارگاه‌های صنایع دستی مانند سفالگری و ساخت شیشه، بازارها، سیستم‌های بهبود شهری و بقایای ساختمان‌های مسکونی از دوره تیموریان و خان‌نشین‌های ازبک است. شاهرخیه از سده سوم-چهارم میلادی تا سده هجدهم میلادی وجود داشته است. این مکان ابتدا یک شهر کوچک در مسیر عبور بود، اما در سده‌های دهم و یازدهم میلادی به یک شهر بزرگ تبدیل شد. این شهر توسط مغول‌ها ویران شد و سپس توسط امیر تیمور بازسازی شد و نام شاهرخیه را گرفت. از آن زمان، این شهر به یک مرکز اقتصادی و فرهنگی مهم در دولت تیموریان و شیبانیان تبدیل شد و در آنجا ضرب سکه نیز انجام می‌شد. این شهر با نام‌های دانشمندان برجسته، شاعران، نویسندگان و هنرمندان که در آنجا زندگی می‌کردند، مرتبط است. | [ ۱۸ ] |
| ۶  |       | سد عبدالله‌خان بندی                | ولایت جیزک                    | ۲۰۰۸    | ۵۲۸۸(iv)                        | سد عبدالله‌خان بندی در نزدیکی روستای اسکی اوقچوب، واقع در ۶۵ کیلومتری شرق شهر نورآتا قرار دارد. این سد بر روی رودخانه بکلارسوی قرار دارد و در دهه ۱۵۸۰ توسط عبدالله‌خان دوم حاکم بخارا ساخته شده است. بقایای سد برای اولین بار در سال ۱۹۱۳ کشف شدند و تحقیقات مربوط به آن در سال‌های ۱۹۵۷ و ۱۹۶۲ انجام شد. سد عبدالله‌خان بندی از سنگ‌های تخت به همراه ملات مقاوم در برابر آب ساخته شده است. این سد یک مجموعه کامل از تأسیسات هیدرومهندسی است که شامل سد، دروازه سیلاب روی تیرها، گالری زیرزمینی با چاه عمودی و مجرای تخلیه اضطراری می‌شود. ابعاد اولیه سد به شرح زیر است: در پایین سد ۷۳ متر، در بالای سد ۸۵ متر، عرض پی ۱۵٫۳ متر، عرض در بالا ۴٫۶ متر و ارتفاع ۱۵ متر. لبه بیرونی سد تقریباً عمودی است. در بدنه سد یک تونل طاقی و دو دروازه سیلاب دوطبقه قرار دارد. طبقه اول به صورت یک سوراخ افقی است که با یک طاق قوسی در ارتفاع ۱ متر از پایه بسته شده است، طول آن ۱۹ متر، عرض ۵۰–۶۰ سانتی‌متر و ارتفاع ۱ متر است. این طبقه با یک شفت عمودی در مرکز سد که عمق آن ۱۴ متر و قطر آن ۲ متر است، ارتباط دارد. طبقه دوم در ۱ متر بالاتر از طبقه اول قرار دارد و به صورت یک سوراخ باریک و عمیق با عرض ۵۰ سانتیمتر و ارتفاع ۱۲٫۵ متر ساخته شده است و به شفت متصل است. در وسط سوراخ‌ها فضاهایی برای نصب تیرهای چوبی جهت تنظیم جریان آب در نظر گرفته شده است. در سمت راست سد یک مجرای تخلیه اضطراری با عرض ۱ متر و عمق وجود دارد که به علاوه دو طبقه دروازه سیلاب، در نظر گرفته شده است. | [ ۱۹ ] |
| ۷  |       | آرامگاه عرب‌آتا                    | ولایت سمرقند                  | ۲۰۰۸    | ۵۲۹۰(ii)                        | آرامگاه عرب‌آتا در دامنه شرقی تپه مثلثی شکل واقع شده است. طبق کاوش‌های باستان‌شناسی مقدماتی، مشخص شده که این مقبره بر روی یک بنای باستانی که در سده‌هاس ۵ تا ۷ پیش از میلاد فعال بوده، ساخته شده است. دیوارهای آرامگاه ساخته شده از آجرهای جفتی هستند که با درزهای عمودی وسیع از هم جدا شده‌اند. این روش ساخت عالی، نقش مهمی در تزئینات معماری آرامگاه ایفا کرده است. طراحی خارجی آرامگاه نشان‌دهنده یک گنبد مکعبی شکلی است که در بالای آن با یک دروازه برجسته به نمای اصلی متصل شده است. در طرح، ستون‌های هشت‌ضلعی در ربع‌ها قرار دارند. در داخل، بالای دیوارهای صاف، هشت‌ضلعی به گنبد انتقال یافته و نیش‌های قوسی سطحی بر روی محورهای اصلی قرار دارند. ستون‌های تزئینی بر روی گوشه‌های هشت‌ضلعی قرار دارند. طراحی آرامگاه به‌طور یکپارچه با ساختار آن ترکیب شده است. ستون‌های گوشه‌ای هشت‌ضلعی انتقالی به گنبد از نظر شکل هندسی پنج‌ضلعی هستند. تحلیل طرح و تناسبات نمای آرامگاه عرب‌آتا نشان‌دهنده وجود مکانیزم‌های دقیق تناسبی است. در اساس این بناها هم‌ترازی‌های مربعی داینامیک به کار رفته است؛ به این معنی که مربع‌های پیوسته‌ای که ضلع مربع‌های بعدی برابر با قطر مربع‌های قبلی است. نخستین بنایی که این مکانیزم به‌طور دقیق در آن رعایت شده است، آرامگاه سامانیان در بخارا است. ساختار آرامگاه عرب‌آتا از همین سیستم پیروی می‌کند. مقایسه آرامگاه عرب‌آتا با آرامگاه سامانیان در بخارا ویژگی‌های مشترک آن‌ها را نشان می‌دهد و در عین حال تفاوت‌های معماری ماوراءالنهر در آن زمان را آشکار می‌سازد.    | [ ۲۰ ] |
| ۸  |       | مرکز تاریخی خوقند                 | ولایت فرغانه                  | ۲۰۰۸    | ۵۲۹۱(ii)                        | خوقند یکی از مراکز فرهنگی شرق باستان است که در بخش غربی دره فرغانه قرار دارد. مرکز تاریخی خوقند شامل مجموعه‌ای از آثار فرهنگی است. قدیمی‌ترین داده‌ها دربارهٔ خوقند به سده دوم پیش از میلاد برمی‌گردد و متعلق به سفرنامه‌نویس چینی، چان تسیان است که این شهر را به‌عنوان یک شهر بزرگ و پیشرفته در دره فرغانه توصیف کرده است. اطلاعات مربوط به خوقند در آثار مورخان و جغرافی‌دانان اسلامی در قرون ۱۰ تا ۱۲ میلادی مانند الاستخری، ابن‌خوَلَقَله، المقدسی و دیگر منابع آمده است. شهری که نویسندگان قدیمی توصیف کرده‌اند هنوز هم در این مکان به فعالیت خود ادامه می‌دهد. در ابتدای قرن گذشته، در این شهر ۵۲ مدرسه، بسیاری مسجد، کاروانسرا، بازار، حمام و سایر ساختارهای عمومی وجود داشت. از جمله مهم‌ترین بناهایی که توجه ویژه‌ای را جلب می‌کنند، ساختمان‌ها و مسکن‌های جذاب و منحصر به‌فرد با زیبایی و شکل معماری خاص خود هستند که با استعداد و مهارت ساکنان دره فرغانه ساخته شده و مورد تحسین همه مردم قرار گرفته‌اند. خوقند ساختار تاریخی خود را حفظ کرده است و از قسمت‌های قدیمی و جدید تشکیل شده است. یکی از ساختارهای برجسته در این شهر کاخ خدایارخان است که محل فرمانروایی خانات خوقند بوده است. این کاخ در مساحتی به طول ۴ هکتار قرار دارد و نمایانگر یک ترکیب چند حیاطی است. ورودی اصلی آن از طریق یک دروازه به سمت شرق طراحی شده است که به یک رمپ وسیع منتهی می‌شود. | [ ۲۱ ] |
| ۹  |       | اخسیکت                            | ولایت نمنگان                  | ۲۰۰۸    | ۵۲۹۳(i)(ii)(iii)(iv)            | محوطه باستانی اخسیکت در سمت راست سیردریا، در دره فرغانه قرار دارد و مساحتی بیش از ۲۵ هکتار را در بر می‌گیرد. این شهر در سده‌های سوم و دوم پیش از میلاد بنیان‌گذاری شد و تا سال ۱۲۱۹ میلادی پابرجا بود، اما در حمله مغولان کاملاً ویران شد. اخسیکت شامل ارگ، شهر مرکزی (شارستان) و حومه (ربض) بود که هر سه بخش با استحکامات دفاعی محصور شده بودند. در ارگ، کاخ فرمانداران و زندان قرار داشت، در شهرستان، بازار شهر، مسجد جامع و حوضی آجری ساخته شده بود و منطقه صنعتگران در ربض قرار داشت. اخسیکت به دلیل تولید فولاد باکیفیت، معروف به فولاد دمشق، شهرتی فراتر از آسیای مرکزی داشت. همچنین، حمامی مربوط به سده دوم میلادی در این شهر کشف شده است. پس از حمله مغولان، اخسیکت جدید در ۵ تا ۶ کیلومتری غرب شهر قدیم شکل گرفت. بر اساس منابع تاریخی، بابر، نوه امیر تیمور، زمانی حاکم این شهر بود. | [ ۲۲ ] |
| ۱۰ |       | پپ باستانی                        | ولایت نمنگان                  | ۲۰۰۸    | ۵۲۹۴(i)(iii)(iv)                | محوطه باستانیپپ باستانی و گورستان شهری آن در ساحل راست رود سیردریا قرار دارند و با نام بالاندتپه (مونچاک‌تپه یا آیری‌توم) شناخته می‌شوند. این ویرانه‌های شهری بیش از ۹ هکتار وسعت دارند و یافته‌های باستان‌شناسی آن دوره‌ای از سده اول تا هشتم میلادی را در بر می‌گیرد. شهر شامل سه بخش اصلی بوده است: ارگ مستحکم، شهر داخلی و حومه (ربض). گورستان مونچاک‌تپه در شمال غربی شهر قرار داشته و تدفین‌های خاکی و فشرده در آن کشف شده است. اشیای تدفینی شامل ظروف سفالی، دوک‌های نخ‌ریسی، بقایای چرم (در گورهای زنان) و چاقوهای آهنی بوده است. | [ ۲۳ ] |
| ۱۱ |       | اندیجان                           | ولایت اندیجان                 | ۲۰۰۸    | ۵۲۹۶(iii)(iv)(v)                | اندیجان یکی از مهم‌ترین مراکز تاریخی و فرهنگی آسیای مرکزی و از شهرهای باستانی واقع در چهارراه اصلی جاده ابریشم است. این شهر نقشی کلیدی در روابط اقتصادی و فرهنگی باختر، سغد و شاش با چین (ترکستان جنوبی) داشت. اندیجان مانند دیگر شهرهای آسیای مرکزی دارای بخش قدیمی و جدید است و بسیاری از بناهای تاریخی در بخش قدیمی آن قرار دارند. طی ۳۰ تا ۴۰ سال گذشته، پژوهش‌های گسترده‌ای بر روی این محوطه‌ها انجام شده و اطلاعات بسیاری دربارهٔ معماری قرون‌وسطایی شهر گردآوری شده است. ارگ باستانی شهر با وسعت ۹ هکتار و محوطه تاریخی شمال آن با مساحت ۱۰۰ هکتار مورد بررسی‌های باستان‌شناسی قرار گرفته‌اند. در محل ارگ قرون‌وسطایی، محله‌ای به نام "ارک ایچی" ("داخل ارگ") شکل گرفته است. منابع چینی از وجود بیش از ۷۰ شهر کوچک و بزرگ در دره فرغانه در سده‌های دوم و اول پیش از میلاد خبر می‌دهند و باستان‌شناسان محل شهرهایی مانند آرشی (مینگ‌تپه) و یوچن (حومه اوزگان) را در نزدیکی اندیجان تأیید کرده‌اند. در منابع تاریخی، نام اندیجان از سده دهم میلادی با عنوان "اندوکان" ذکر شده است. در اوایل سده سیزدهم، این شهر پایتخت فرغانه بود و بابُر آن را پس از سمرقند و کش، سومین ارگ بزرگ منطقه می‌دانست. از آن زمان، اندیجان ضرابخانه‌ای مستقل نیز داشت. | [ ۲۴ ] |
| ۱۲ |       | سنگ‌نگاره‌های سیپانتوش              | ولایت قشقه‌دریا                | ۲۰۰۸    | ۵۲۹۷(ii)(iii)(v)                | این محوطه تاریخی واقع در خط‌الرأس جنوب‌غربی کوه‌های زرافشان قرار دارد. ارتفاع آن از سطح دریا ۸۲۰ متر است. این بنا از چند جنبه منحصراً دارای ارزش است: نگرانی‌هایی برای تعداد نسبتاً نادر و احتمالاً بیشتر محوطه‌های باستانی نقاشی‌های سنگی آسیای مرکزی؛ ارتباط زنده حفظ‌شده با آیین مذهبی مردم محلی حفظ می‌شود؛ نمونه نادری از مدیریت سنتی را نشان می‌دهد و از نظر حفاظت و مراقبت از آثار باستانی جامعه محلی نیز اهمیت دارد. | [ ۲۵ ] |
| ۱۳ |       | ترمذ                              | ولایت سرخان‌دریا               | ۲۰۰۸    | ۵۲۹۸(i)(ii)(iii)(iv)(v)(vi)(ix) | ترمذ قدیم در ۵ کیلومتری شمال غربی ترمذ و در سمت راست رود آمودریا قرار دارد. مساحت کل آن ۵۰۰ هکتار است که از چهار بخش تشکیل شده است، یک ارگ یا قلعه، دو شارستان (شهر) و رباط - حومه، که توسط استحکامات تقسیم شده و ظرفیت لایه‌های فرهنگی از ۲ تا ۱۹ متر بر روی ارگ است. این مجموعه در سده‌های چهارم تا سوم قبل از میلاد به وجود آمد. سکونتگاه شهر توسط قلعه‌ای شکل گرفته است که احتمالاً به نام دمتریا درسده‌های سوم تا دوم پیش از میلاد شناخته می‌شود. مجموعه معبد بودایی قوراتپه که در عصر کوشانی در حومه شمال غربی ترمذ باستان در سده‌های اول تا چهارم پیش از میلاد ساخته شد. | [ ۲۶ ] |
| ۱۴ |       | سنگ‌نگاره‌های زاراوتسوی             | ولایت سرخان‌دریا               | ۲۰۰۸    | ۵۲۹۹(i)(ii)(iii)                | چشم‌انداز زاراوتسوی دارای زیبایی طبیعی و ارزش زیبایی‌شناسی منحصر به فردی است این دره دارای زیبایی نادر یک دره صخره‌ای است که آثاری از فرآیندهای زمین‌ساختی و زمین‌شناسی عظیم را در خود نگه می‌دارد. زاراوتسوی یکی از باستانی‌ترین بناهای تاریخی در آسیای مرکزی است که با رنگ اجرا شده است. آثار باستانی دیگری نیز در اطراف زاراوتسوی کشف شده‌اند. هر دوی این عوامل طبیعی و هنرهای صخره‌ای منطقه زاراوتسوی را در میان آثار تاریخی دیگر متمایز کرده‌اند. گروه‌بندی نقاشی‌های صخره‌ای در منظر باستان‌شناسی زاراوتسوی و ویژگی‌های آن‌ها نشان‌دهنده توسعه خلاقیت گرافیکی صخره‌ای در طول دوره طولانی تاریخی در شرایط تعامل نزدیک فرهنگ‌های ساکن-کشاورزی و چوپانی است. مجموعه ای از تغییرات عمومی و ایدئولوژیک در زمینه تغییرات خاصی در محیط طبیعی رخ داده است. مجموعه‌ای از نقاشی‌های مربوط به دوران میان‌سنگی، نوسنگی و عصر برنز، زارائوتسوی را به یادگاری منحصراً ارزشمند تبدیل می‌کند که مرحله اولیه و شکوفایی هنر سنگ‌نگاری پیشتاتاریخ تاریخ آسیای مرکزی را به تصویر می‌کشد. | [ ۲۷ ] |
| ۱۵ |       | بایکند                            | ولایت بخارا                   | ۲۰۰۸    | ۵۳۰۱(ii)(iii)(iv)(vi)           | بایکند در پایین‌دست رود زرافشان قرار دارد و یکی از بزرگ‌ترین شهرهای واحه بخارا بوده است. این شهر از ارگ، دو سکونتگاه باستانی و حومه تشکیل شده بود. بر پایه تحقیقات باستان‌شناسی، این مکان به عنوان یک روستای کوچک در سده چهارم پیش از میلاد ساخته شده و بعدها به قلعه تبدیل شده است. این شهر در آن دوره به عنوان محل تجارت، کشورهای جنوبی (باختر، هند، ایران) را به کشورهای شمالی (جبهه اورال، ساحل ولگا، قفقاز شمالی) متصل می‌کرد. بایکند یکی از مراکز مهم نظامی و تجاری مرزهای غربی سغد بود. با توجه به توسعه جاده بزرگ ابریشم و پیوستن آن به قلعه بایکند، ابتدا اولین و دومین سکونتگاه باستانی در آن محل ایجاد شده و پس از آن شهر بایکند تأسیس شد. | [ ۲۸ ] |
| ۱۶ |       | ورخشه                             | ولایت بخارا                   | ۲۰۰۸    | ۵۳۰۲(iv)(v)                     | ورخشه شهری باستانی در واحه بخارا در سغد بود که در سده ۱ پیش از میلاد در کرانه یکی از نهرهای باستانی رود زرافشان بنیان‌گذاری شد. این شهر در ۳۹ کیلومتری شمال غربی بخارا قرار دارد. بر اساس منابع باستان‌شناسی عمدتاً ورخشه به‌عنوان روستایی در سده‌های چهارم تا سوم پیش از میلاد ذکر شده است. آن‌طور که در منابع قرون وسطی ذکر شده، این شهر محل سکونت سلسله خانات بخارا بوده و پایتخت سلسله سغدی پادشاهان بخارا یا بخاراخدایان به‌شمار می‌رفته است. ورخشه محل استواری بوده که پادشاهان در آن زندگی می‌کردند و زیبایی‌های دژ را توصیف می‌کردند. در نهایت این شهر هرگز پس از فتح ماوراءالنهر توسط مسلمانان رونق پیشین خود را بازنیافت. پس از اینکه باستان‌شناسان بریتانیایی در دهه ۱۸۲۰ تحقیق در مورد این مکان را آغاز کردند، این شهر به‌عنوان اولین محوطه باستان‌شناسی سغدی شناخته شد که در ادبیات اروپایی ذکر شده است. نقاشی‌های دیواری متعلق به سده هشتم میلادی از محوطه کاخ به دست آمده است. این نقاشی‌ها یک پادشاه و همراهانش را نشان می‌دهند که بر فیل سوار هستند و با ببرها و جانوران هیولایی می‌جنگند. | [ ۲۹ ] |
| ۱۷ |       | آرامگاه چشمه ایوب                 | ولایت بخارا                   | ۲۰۰۸    | ۵۳۰۴(ii)                        | آرامگاه چشمه ایوب در وسط یک گورستان کوچک باستانی قرار دارد. سازه این محوطه با تلفات و تخریب‌هایی تا به امروز باقی مانده است. بخش‌های حفظ‌شده ترکیبی از سردر ورودی هماهنگ و مجاور آن با بقیه دیوار حصار از سمت غرب است. طرح سازنده درگاه سنتی است و به شکل دو ستون ساخته شده است که طاقچه‌ای را تشکیل می‌دهد که توسط یک نیم‌طاق روی هم قرار گرفته است. حجم عظیم این بنای تاریخی در طول تقریباً ۲۰۰ سال حفظ شده است. در نمونه‌ای از آرامگاه چشمه ایوب، می‌توان پویایی‌های توسعه معماری آسیای مرکزی را در نظر گرفت، زیرا مقارن با دوره‌ای از حکومت قراخانیان از اواخر سده یازده تا اواسط سده پانزدهم پس از میلاد بوده است. | [ ۳۰ ] |
| ۱۸ |       | آرامگاه چهاربکر                   | ولایت بخارا                   | ۲۰۰۸    | ۵۳۰۵(iv)                        | مجموعه یادبود چهاربکر در محل دفن احتمالی ابوبکر سعید ساخته شده است که بر اساس تقویم اسلامی در سال ۳۶۰ هجری (۹۷۱–۹۷۰ میلادی) درگذشته است. وی یکی از چهار ابوبکر (چهاربکر) -از نوادگان محمد پیامبر اسلام- بوده است. این مجموعه توسط عبدالله‌خان دوم فرمانروای شیبانیان در سال ۱۵۵۹ میلادی ساخته شده است. آرامگاه چهاربکر بک مقبره "مقدس" و آرامگاه یادمانی به‌شمار می‌رود و در آن گورستان و مقبره‌های خانوادگی، صحن‌ها و حیاط‌های ساخته‌شده با دیوارها دیده می‌شود. بسیاری از سازه‌های مجموعه با کاشی‌های چند رنگی تزئین شده‌اند. در بسیاری از صحن‌ها بر فراز مکان‌های تدفین، سنگ قبرهای مرمری با کتیبه‌های کتیبه‌ای و شیارهای تزئینات رویشی و هندسی نصب شده است. ساختار مجموعه شامل ۲۵ بنا از جمله خانقاه، مسجد، ایوان، دروازه‌ها، مناره و بیست صحن کوچک، محل‌های دفن با پوشش‌های گنبدی و سردرهای ایستاده به‌صورت جداگانه است. | [ ۳۱ ] |
| ۱۹ |       | مجموعه‌بناهای شیخ بهاءالدین        | ولایت بخارا                   | ۲۰۰۸    | ۵۳۰۶(iv)                        | بهاءالدین محمد نقشبند نماینده بزرگ روحانیت از سلسله نقشبندیه، حامی معنوی خانات بخارا به‌شمار می‌رفت و در سال ۱۳۸۹ میلادی درگذشت. به همین دلیل است که گورستان او که متعاقباً بر آرامگاه او ساخته شده است، همیشه در ازبکستان و در حال حاضر در سایر کشورهای اسلامی، ارجمندترین قبرستان بوده و باقی مانده است. مجموعه‌بناهای شیخ بهاءالدین یک منبع تاریخی است و با ترکیب فضایی معماری جالب حیاط با محل اقامت کل مجموعه که در زمان‌های مختلف ساخته شده است. | [ ۳۲ ] |
| ۲۰ |       | کاروانسرای رباط ملک               | ولایت نوایی                   | ۲۰۰۸    | ۵۳۰۸(i)(ii)(iii)(iv)(v)         | کاروانسرای رباط ملک به دستور شمس‌الملک نصر قراخانی پسر تمقاچ خان ابراهیم که از سال ۱۰۶۸ تا ۱۰۸۰ میلادی در سمرقند حکومت می‌کرد، ساخته شده است. از کاروانسرای عظیم قدیمی، تنها سردر آن تا کنون بر روی سطح زمین باقی مانده است. سردر کاروانسرا (پیش‌طاق) یکی از کهن‌ترین مکان‌ها در قلمروهای آسیای مرکزی است که با طاق طاقچه مرکزی که یک درگاه مستطیل شکل در آن قرار دارد. طاق در قاب شکل П که از سفال حکاکی‌شده به شکل ستاره‌های هشت پر متصل به یکدیگر، با نوارهای درهم تنیده، اجرا شده است. با توجه به کاوش‌های باستان‌شناسی در حریم کاروانسرا تا حدودی نقشه اولیه بنا بازسازی شده است. ارتفاع متوسط دیوارهای باقی‌مانده از ۰٫۴ تا ۰٫۷ متر متغیر بوده و مساحت کاروانسرا حدود ۸۲۷۷ مترمربع است. | [ ۳۳ ] |
| ۲۱ |       | آرامگاه میر سید بهرام             | ولایت نوایی                   | ۲۰۰۸    | ۵۳۰۹(iii)                       | آرامگاه میر سید بهرام در قالب معماری، ساختمانی، حجمی- فضایی یکی از جالب‌ترین بناهای معماری است که نشان‌دهنده یکی از بخش‌های توسعه معماری آسیای مرکزی به‌طور عام و بناهای یادبود به‌طور خاص است. با وجود این‌که کارهای حفاظتی ناچیزی در این بنا انجام شده است ولی تا به امروز، این اثر تقریباً به‌طور کامل حفظ شده است. ایوان بنا پس از ساخت حفظ نشد ولی بقایای پایه‌های مرمری ستون‌ها حفظ شده است. این آرامگاه نمایانگر ساختار مرکزی (با سیستم محوری مرکزی) است. اندازه دیوارهای خارجی در پلان ۶٬۰۶ در ۶٬۱ متر و فضای داخلی ۴٬۴۷ در ۴٬۴ متر است. آرامگاه از آجر ساخته شده است. | [ ۳۴ ] |
| ۲۲ |       | هزاراسپ                           | ولایت خوارزم، شهرستان هزاراسپ | ۲۰۰۸    | ۵۳۱۰(i)(ii)(iii)(iv)(v)         | هزاراسپ یکی از قدیمی‌ترین شهرهای آسیای مرکزی است. بسیاری از مورخان و نویسندگان باستانی شرق از جمله طبری، اصطخری، بیهقی و بسیاری دیگر نام این شهر را ذکر کرده‌اند. قدمت این شهر همسنگ ممفیس، رم، آتن، مرو، سمرقند، بخارا و بسیاری از شهرهای دیگر است. هزاراسپ اصلی‌ترین نقطه پیشرفته ولایت خوارزم در جاده ابریشم و بزرگ‌ترین مرکز تجاری در گذشته بوده است. ویرانه‌های این شهر باستانی تا به امروز نگاه بازدیدکنندگان را شگفت‌زده کرده است. شهر توسط استحکامات احاطه‌شده و دیوارها توسط برج‌ها تقویت می‌شوند. در حال حاضر تنها ۱۲ برج باقی مانده است. در گوشه جنوب شرقی بالای برج، ارگ قرار دارد. ارتفاع دیوارهای بالای نگهدارنده ۱۲ متر و بدون آنها ۱۰ متر است. در برخی نقاط دیوار به‌کلی تخریب شده است. تحقیقات باستان‌شناسی نشان می‌دهد که هزاراسپ در اواسط هزاره اول پیش از میلاد به وجود آمده است. در اوایل سده هشتم میلادی هزاراسپ به عنوان یکی از سه شهر مستحکم و بزرگ خوارزم شناخته می‌شد. هزاراسپ به‌عنوان مرکز منحصر به فردی که به‌طور هم‌زمان و بر اساس طرح مشترک در حال ساخت بوده، پدید آمده است. | [ ۳۵ ] |
| ۲۳ |       | قلعه‌های بیابانی خوارزم باستان     | جمهوری قره‌قالپاقستان          | ۲۰۰۸    | ۵۳۱۱(i)(ii)(iii)(iv)(v)(vi)     | قلعه‌های بیابانی خوارزم باستان شامل: توپراق‌قلعه، ایازقلعه، قوی قریلگان قلعه، گلدورسون‌قلعه، قلعه پیل، قلعه آنکا، قلعه کورگاشین و قلعه جنگ‌بس است. توپراق‌قلعه یادگاری منحصر به فرد از فرهنگ شهرسازی قرن اول تا چهارم پس از میلاد است که در آن بازمانده‌های کاخی از سده سوم میلادی پیدا شده و از این کاخ نقاشی‌های دیواری متعددی به دست آمده است. آقچه‌خان‌قلعه در سده ۴ یا ۳ پیش از میلاد ساخته و در سده دوم پس از میلاد ویران شد. رها شدن آقچه‌خان‌قلعه از سوی ساکنان ظاهراً با تأسیس پایتخت جدید توپراق‌قلعه در ۱۴ کیلومتری شمال شرق آن مرتبط بوده است. آقچه‌خان‌قلعه مورد کاوش‌های متعددی بوده است که هنوز ادامه دارد. یک مجموعه تشریفاتی با تالار ستون‌دار کشف شد. همچنین تزیینات زیادی در این دژ پیدا شده است که متعلق به دوره قرن اول قبل از میلاد تا قرن دوم پس از میلاد است: شمار زیادی نقاشی دیواری، مجسمه‌های نپخته از گل رس شامل قطعاتی از کتوس به سبک هلنیستی، و یک آتشکده زرتشتی با نقاشی‌های عظیم ایزدان اوستایی نیز یافت شده است. قوی قریلگان قلعه نیز به گفتهٔ سرگئی تولستوف، باستان‌شناس روس و حفار بنا، رصدخانه بوده است. در این رصدخانه قدیمی‌ترین ستاره‌یاب اسطرلاب جهان کشف شده است. | [ ۳۶ ] |
| ۲۴ |       | مناره وابکند                      | ولایت بخارا                   | ۲۰۰۸    | ۵۳۱۲(i)(ii)(iii)(iv)(v)(vi)     | مناره نمایانگر برج ستونی شکل است. مناره وابکند شبیه مناره کلان در بخارا است ولی از نظر تزئینتن با آن تفاوت دارد. ارتفاع مناره وابکند از پایین پایه تا بالای ستون پایه برابر با ۴۰٫۳ متر است و برخی از قسمت‌ها و لبه‌های آن به شدت از هم جدا شده‌اند. همه چیدمان‌ها از آجرهای جفتی مسطح، با درج‌های عمودی از نقاشی منحصر به فرد ساخته شده‌اند. سه نوار اول از پایین فقط سجاف صاف از آجر به لبه تقسیم می‌شود. سپس قسمت‌های جلویی پهن با مسیرهای باریک متناوب می‌شوند. نوار چهارم حاوی کتیبه تاریخی است که از روی آن مشخص شده است که مناره در سال ۵۹۳ قمری (۱۱۹۷–۱۱۹۶ میلادی) ساخته شده است. مناره تاریخ دقیقی دارد و تقریباً به‌طور کامل حفظ شده است. این اثر تاریخی برای مطالعه پیدایش و توسعه مناره‌های آسیای مرکزی بسیار مهم است. روش‌های ساختمانی و مبلمان معماری در ترکیب با تناسب آن، مناره وابکند را در ردیف آثار برجسته فرهنگی قرار می‌دهد. موقعیت آن در وابکند باستان، به عنوان یک مرکز بزرگ در مسیر اصلی جاده ابریشم، آن را بسیار برجسته کرده است. | [ ۳۷ ] |
| ۲۵ |       | محوطه‌های جاده ابریشم در ازبکستان  | چندین ولایت ازبکستان          | ۲۰۱۰    | ۵۵۰۰(ii)(iii)(iv)(v)(vi)        | محوطه‌های جاده ابریشم در ازبکستان شامل ۱۷ محوطه تاریخی در امتداد این جاده باستانی است. جاده‌های ابریشم مسیرهای مبادله، تعامل و ادغام فرهنگی بین شرق و غرب هستند که برای تقریباً ۲ هزار سال به شکوفایی اقتصادی و سعادت نوع بشر کمک زیادی کرده است. کل مسیر بیش از مجموع اجزای تشکیل دهنده آن است. این شبکه مسیرها که به ویژه بین سده دوم پیش از میلاد تا پایان سده شانزدهم پس از میلاد شکوفا شد، ابتدا از چانگ‌آن (شی‌آن کنونی) در چین شروع شد و از شرق آسیا تا دریای مدیترانه در غرب امتداد یافت و به سمت جنوب نیز تا شبه‌قاره هند گسترش یافت و تجارت بین قاره‌ای دو طرفه را ایجاد و تسهیل کرد. این مسیر تجاری که تمدن‌های مختلف را به هم پیوند می‌داد، در طول قرن‌ها ادامه داشت و توسط سامانه‌ای از کاروانسراها، شهرها و شهرک‌های تجاری و قلعه‌ها در طول بیش از ۱۰٬۰۰۰ کیلومتر ادامه داشت، که می‌توان آن را طولانی‌ترین مسیر فرهنگی در تاریخ بشریت دانست. | [ ۳۸ ] |
| ۲۶ |       | محله‌های تاشکند                    | شهر تاشکند                    | ۲۰۲۱    | ۶۵۷۸(ii)(iii)(v)                | نام "محله" (جامعه) از کلمه "محل" به معنای "مکان" و "زمان، لحظه" گرفته شده است. این دوگانگی همیشه از ویژگی‌های محله‌ها بوده است. محله نه تنها یک واحد ارضی و اداری و اجتماع مردمی است که در قلمرو معینی در یک شهر یا ناحیه زندگی می‌کنند، بلکه یک شیوه زندگی، یک نوع تفکر و یک سنت چند صد ساله است. محله یک پدیده منحصربه‌فرد ملت ازبکستان است که ویژگی‌های پدرسالارانه زندگی روستایی که در آن همه ساکنان یکدیگر را می‌شناسند و واقعیت‌های یک شهر مدرن را با هم ترکیب می‌کند. این نیز شکل خاصی از دموکراسی شرقی است که به فرد این فرصت را می‌دهد تا روش‌های تعامل با جامعه و دولت را توسعه دهد. محله‌های تاشکند از نمونه‌های ذخایر معماری در فضای باز هستند که تجربه و خرد ارزشمند مردم را حفظ می‌کنند. در حال حاضر، ۵۰۵ محله در تاشکند و بیش از ۱۰٬۰۰۰ محله در سراسر ازبکستان وجود دارد. نقش محله‌ها در حفظ ارزش‌های اجتماعی و معنوی، انتقال آن به نسل آینده و پرورش جوانان در سال‌های اخیر افزایش یافته است. | [ ۳۹ ] |
| ۲۷ |       | جاده ابریشم: دالان فرغانه-سیردریا |                               | ۲۰۲۴    | ۶۶۴۹(ii)(iii)(v)                | مجموعه جاده ابریشم: دالان فرغانه-سیردریا (سیحون) شامل ۲۸ محوطه تاریخی در امتداد این جاده باستانی است. مسیرهای جاده ابریشم در ازبکستان امروزی و کشورهای آسیای مرکزی هرگز ثابت نبود. شهرها، شهرک‌ها، کاروانسراها و ایستگاه‌های تجاری در دوره‌های زمانی مختلف بر اثر عوامل مختلف داخلی و خارجی اهمیت پیدا می‌کردند یا از بین می‌رفتند. با این حال، امروزه می‌توان چندین بخش اصلی از فشرده‌ترین فعالیت‌های تجاری در جاده‌های ابریشم را که بین مراکز شهری اصلی انجام می‌شد را شناسایی کنیم. یکی از این بخش‌ها گذرگاه فرغانه-سیردریا است که در امتداد کشورهای ازبکستان، قزاقستان، قرقیزستان و تاجیکستان امروزی قرار دارد. این دالان شامل قطعاتی است که در مناطق تاشکند، فرغانه، اندیجان و نمنگان در جمهوری ازبکستان واقع شده است. راه‌های ابریشم: دالان فرغانه-سیردریا دارای مناظر فرهنگی از واحه‌ها و شهرهایی است که به‌خوبی حفظ شده‌اند که در گذشته در نزدیکی رودخانه‌های اصلی منطقه مانند آریس و سیردریا واقع شده بودند ولی اکنون در وسط بیابان یا مناطق نیمه بیابانی و استپی قرار دارند. در ازبکستان مسیرهای کاروان بین این مناطق تاریخی از رودخانه سیردریا پیروی می‌کرد و از طریق دره‌ها و واحه‌های رودخانه به هم متصل می‌شد. | [ ۴۰ ] |
| ۲۸ |       | معماری نوگرای تاشکند              | ولایت تاشکند                  | ۲۰۲۴    | ۶۷۰۸(ii)(iv)                    | معماری نوگرای تاشکند یک نمونه برجسته از چگونگی استفاده از معماری سده بیستم و موزاییکی پر جنب و جوش از فرهنگ‌ها و قومیت‌ها پس از تغییرات سیاسی و اجتماعی در آسیای مرکزی در دوره شوروی است. آثار معماری نامزد شده در فهرست معماری نوگرای تاشکند نشان می‌دهد که چگونه معماری پس از جنگ و طراحی شهری سده بیستم برای ساختن جامعه‌ای جدید در هماهنگی مداوم با تاریخ و سنت همراه شد. معماری مدرن تاشکند شامل شانزده ساختمان با معماری نوگرا است که نمایانگر پروژه‌های بزرگ اجتماعی، سیاسی، شهری و معماری است که بین دوره روزهای بهاری خروشچف و سقوط اتحاد جماهیر شوروی در پایتخت ازبکستان شوروی انجام شد. در آن دوران تاشکند چهارمین شهر پرجمعیت اتحاد جماهیر شوروی بود. | [ ۴۱ ] |
| ۲۹ |       | کوه‌های زامین                      | ولایت جیزک                    | ۲۰۲۴    | ۶۷۸۱(vii)(ix)(x)                | منطقه کوهستانی زامین از دو سایت تشکیل شده است: ذخیره‌گاه دولتی زامین و پارک ملی زامین که در دامنه شمالی رشته‌کوه ترکستان واقع شده‌اند و با یکدیگر هم‌مرز هستند. این قلمرو یک زنجیره کوهستانی با یک کمربند مشخص است: کوه‌های میانی و مرتفع، واقع در ارتفاعات ۱۷۶۰ تا ۳۵۰۰ متر از سطح دریا. بخش جنوبی ذخیره‌گاه شامل دامنه‌های شیب‌دار خط الراس کوه‌های ترکستان است که توسط تنگه‌های عمیق از هم جدا شده‌اند. قسمت شمالی دارای ناهمواری‌های مسطح‌تر و پادگانه‌هایی است که با رسوبات ضخیم مارن و لوم‌های بادرفتی پوشیده شده‌اند. این منطقه عمدتاً در دامنه‌های شمالی خط‌الرأس کوهستانی ترکستان واقع شده است، قلمرو پارک ملی زامین و ذخیره‌گاه دولتی زامین از ارتفاع ۱۰۰۰ تا ۴۰۳۰ متری از سطح دریا را در بر می‌گیرند. | [ ۴۲ ] |
| ۳۰ |       | رشته‌کوه حصار                      | ولایت سرخان‌دریا               | ۲۰۲۴    | ۶۷۸۲(vii)(viii)(x)              | حصار رشته‌کوهی در آسیای مرکزی است که در بخش غربی مجموعه کوهستانی پامیر-آلای و جنوب رشته‌کوه زرافشان قرار دارد. رشته‌کوه حصار ۲۰۰ کیلومتر در جهت شرقی غربی امتداد می‌یابد و بخشی از آن در تاجیکستان و بخشی دیگر در ازبکستان قرار دارد. کوهستان حصار از شمال شهر دوشنبه گذشته از طریق ناحیه حصار در ناحیه‌های تابع جمهوری، در منتهی‌الیه شمالی ولایت سرخان‌دریا به ازبکستان می‌رسد. بلندترین نقطه رشته‌کوه حصار ۴۶۴۳ متر ارتفاع دارد که در خاک ازبکستان، و در نزدیکی مرز با تاجیکستان واقع شده و محل آن درست در شمال غربی شهر دوشنبه است. دره حصار، که پارک ملی شیرکند را دربر گرفته یک منطقه حفاظت‌شده به مساحت ۳ هزار هکتار است. تعداد محل‌های باستانی و تاریخی و قابل پژوهش علمی در دره حصار بسیار زیاد است. پناهگاه طبیعی دولتی حصار نیز شامل مجموعه‌ای از جنگل‌ها، غارها و رودخانه‌های متعدد است. این پناهگاه از ادغام دو پناهگاه طبیعی در سال ۱۹۸۵ شکل گرفت و به دلیل تنوع زیستی و ویژگی‌های طبیعی منحصر به فرد، از جمله یکی از بزرگ‌ترین غارهای آسیای مرکزی و آبشارهای زیبا، اهمیت زیادی دارد. | [ ۴۳ ] |
| ۳۱ |       | کوه‌های شاه مردان                  | شاه مردان، ولایت فرغانه       | ۲۰۲۴    | ۶۷۸۳vii)(ix)(x)                 | رشته‌کوه آلای سرچشمه و حوضه آبریز رودخانه‌های دره‌های فرغانه و آلای است که در جنوب غربی قرقیزستان و شمال شرقی تاجیکستان در سامانه کوهستانی پامیر-آلای واقع شده است. کوه‌های شاه مردان در دامنه شمالی رشته‌کوه بزرگ آلای در مناطق کوهستانی با ارتفاع متوسط حوضه رودخانه شاه‌مردان‌سای قرار دارد. روستای شاه مردان در ۵۵ کیلومتری فرغانه و در ارتفاع ۱۵۵۰ متری واقع شده و ویژگی منحصر به فرد آن این است که به‌طور کامل درون خاک قرقیزستان محاصره شده است. هوای کوهستانی بسیار پاک و تازه‌ای دارد و از هر دو طرف توسط دو رودخانه اوک‌سوی و کوک‌سوی شسته می‌شود که در نهایت به یک رودخانه بزرگ به نام شاه‌مردان‌سای پیوسته‌اند. این رود نیز در نهایت به رودخانه مرغیلان می‌ریزد. بلندترین نقاط این منطقه شامل قله‌های آلملیک (۲۸۴۱ متر)، چیورگان (۲۴۶۵ متر) و قیزیل‌گزا (۲۵۶۸ متر) است. از طرف غرب روستای شاه مردان، کوه‌های کُزدِبل قرار دارند. | [ ۴۴ ] |
| ۳۲ |       | سرمیش‌سای                          | ولایت نوایی                   | ۲۰۲۴    | ۶۷۸۴(vi)(ix)                    | دره سرمیش‌سای که تنگه سرمیش نیز نامیده می‌شود، در رشته‌کوه کراتوآ واقع در ناحیه نورآتای ازبکستان قرار دارد. این محوطه بزرگ‌ترین و مهم‌ترین اثر هنر سنگ‌نگاری در ازبکستان به‌شمار می‌رود و شامل بقایای باستان‌شناسی از جمله دو محوطه سنگ‌نگاره‌ای است که قدمت آن به عصر سنگ می‌رسد. تا به امروز، بیش از۱۰٬۰۰۰ سنگ‌نگاره در تنگه سرمیش کشف شده است. بیشتر این سنگ‌نگاره‌ها به عصر برنز (۳۰۰۰–۹۰۰ سال پیش از میلاد) تعلق دارند، اما برخی از آن‌ها به دوره نوسنگی (۴۰۰۰–۶۰۰۰ سال پیش از میلاد) و حتی اواخر میان‌سنگی (۶۰۰۰–۱۵۰۰۰ سال پیش از میلاد) نیز مربوط می‌شوند. نقوشی از دوران سکاها-اسکیث‌ها (۱۰۰–۹۰۰۰ سال پیش از میلاد) و قرون وسطی (۱۵۰۰–۴۰۰ میلادی) نیز در اینجا یافت می‌شود. این محوطه در یک پارک طبیعی حفاظت‌شده به مساحت ۵۰۰۰ هکتار قرار دارد. تمغالی در قزاقستان و سایمالی‌تاش در قرقیزستان، تنها محوطه‌های قابل مقایسه با این محوطه باستانی در آسیای مرکزی به‌شمار می‌روند. | [ ۴۵ ] |
| ۳۳ |       | بایسون                            | ولایت سرخان‌دریا               | ۲۰۲۴    | ۶۷۸۵(iv)(v)(vii)(x)             | رشته‌کوه بایسون در جنوب‌غربی رشته‌کوه حصار، در ولایت سرخان‌دریا واقع شده و به‌دلیل داشتن غارهای عظیم، دره‌های عمیق و چمنزارهای آلپی، مورد توجه عاشقان ماجراجویی است. در این منطقه، ردپای فسیل‌شده دایناسورها و غار معروف تشیک تاش که در آن بقایای یک دختر نئاندرتال کشف شده، وجود دارد. چشم‌انداز طبیعی و فرهنگی باشکوه بایسون از قبیل دامنه‌های کوهستانی سرسبز و دشت‌های پرآب، گنجینه‌ای واقعی از میراث تاریخی است. این منطقه منحصر به فرد، غنی از میراث تاریخی و باستان‌شناسی، شامل چنین محوطه تاریخی نمادین است که گواهی بر قدرت تمدن‌های پیشین هستند. همچنین در قلب منطقه، دهکده‌های دیدنی وجود دارد که مردم محلی با حفظ سنت‌ها و آداب و رسوم اصیل در آن زندگی می‌کنند. کارگاه‌های صنایع دستی که توسط صنعتگران با استعداد ایجاد می‌شوند، نه تنها ارتباط زنده‌ای با میراث فرهنگی برقرار می‌کنند، بلکه مراکز جذب برای جویندگان زیبایی مدرن هستند. مناظر منحصر به‌فرد و مجموعه‌های طبیعی تصویر را کامل کرده و وحدت هماهنگ انسان و طبیعت را ایجاد می‌کند که برای حفظ حافظه تاریخی و هویت فرهنگی بسیار ضروری است. | [ ۴۶ ] |
| ۳۴ |       | کوه‌های کویتن‌داغ                   | ولایت لب آب                   | ۲۰۲۴    | ۶۷۸۶(vii)(viii)(x)              | کوه‌های کویتن‌داغ در قسمت جنوب‌غربی سامانه کوهستانی پامیر-آلای و در مرز ازبکستان و ترکمنستان قرار دارد. این رشته‌کوه از دره آمودریا تا دره رود شیرآباد به طول ۱۰۰ کیلومتر امتداد دارد. کویتن‌داغ، که ذخیره‌گاه دولتی سرخان در آن واقع شده است، دویست بوم‌ناحیه با اهمیت جهانی است که توسط صندوق جهانی طبیعت شناسایی شده است. ذخیره‌گاه دولتی سرخان در دامنه‌های شرقی کوه‌های کویتن‌داغ در ولایت سرخان‌دریای ازبکستان واقع شده و از ارتفاع ۸۵۰ متر تا ۳۱۳۷ متر بالاتر از سطح دریا گسترده است. دامنه‌های شرقی کوه‌های کویتن‌داغ شیب‌دار بوده و شامل دره‌های متعددی است که در قسمت شمالی ذخیره‌گاه به وفور یافت می‌شوند. بیرون از محدوده ذخیره‌گاه نیز توده‌ها و دره‌های مختلفی وجود دارد که زیستگاه حیوانات نادر مانند مارخور، آهو، قوچ اوریال بخارا و دیگر حیوانات است. | [ ۴۷ ] |
| ۳۵ |       | کوه‌های نورآتا                     | ولایت نوایی                   | ۲۰۲۴    | ۶۷۸۷(vii)(viii)                 | کوه‌های نورآتا یک توده کوهستانی سنگی متشکل از سه شاخه غربی کم‌ارتفاع سیستم گیسار-آلای (کاراتو، آکتائو و نوروتا) است. کوه‌های نورآتا چندان مرتفع نیستند و بزرگ‌ترین قله این رشته‌کوه، قله حیات‌باشی (۲۱۶۹ متر) نام دارد. کل مساحت کوه‌های نوروتا حداقل ۸۰۰۰ کیلومتر مربع است. کوه‌های نورآتا از دو رشته‌کوه موازی تشکیل شده‌اند که توسط یک دره طولی وسیع به طول ۲۵ کیلومتر از هم جدا شده‌اند. بلند نیستند. رشته شمالی در قسمت میانی نزدیک گردنه خیات (۲۳۰۰ متر) به بالاترین ارتفاع خود می‌رسد که از آنجا به سمت شرق و غرب از ارتفاع کوه‌ها کاسته می‌شود. دامنه‌های شمالی هر دو رشته‌کوه پرشیب‌تر و کوتاه‌تر از دامنه‌های جنوبی است. رشته‌کوه جنوبی به توده‌های مختلفی تقسیم می‌شود که ارتفاع آن‌ها از ۲۹۰۰ تا ۶۰۰–۷۰۰ متر متغیر است. | [ ۴۸ ] |